# Hooper Bay
Pour les articles homonymes, voir Hooper.
Hooper Bay est une localité d'Alaska aux États-Unis dans la Région de recensement de Kusilvak. En 2010, il y avait 1 093 habitants.

## Situation - climat
Elle est située à 32 km au sud du cap Romanzof, et à 40 km au sud de la baie Scammon, dans le delta du Yukon-Kuskokwim, à 805 km à l'ouest d'Anchorage.
La ville est séparée en deux zones, une partie ancienne, située sur les collines, et une nouvelle sur des terres plus basses.
La moyenne des températures est de 26 °C en juillet et de −32 °C en janvier.

## Histoire
Son nom, donné par les Esquimaux était Askinuk ou Askinaghamiut. Le village a été référencé pour la première fois en 1878 et en 1890, il y avait 138 habitants. Le nom actuel de Hooper Bay est devenu d'usage commun après que la poste y ait été ouverte en 1934. Les habitants Esquimaux l’appellent encore Naparyarmiut.

## Économie
La plupart des emplois locaux sont saisonniers, et il y a peu d'activité l'hiver. Les habitants fabriquent des objets artisanaux et sculptent l'ivoire. Ils chassent le saumon, la baleine, et autres oiseaux migrateurs, et pratiquent la cueillette, pratiquant une économie basique de subsistance.

## Démographie
| 1880 | 1890 | 1930 | 1940 | 1950 | 1960 |
| ---- | ---- | ---- | ---- | ---- | ---- |
| 175  | 138  | 209  | 299  | 307  | 460  |

| 1970 | 1980 | 1990 | 2000  | 2010  | - |
| ---- | ---- | ---- | ----- | ----- | - |
| 490  | 627  | 845  | 1 014 | 1 093 | - |

| Groupe               | Hooper Bay | Alaska | États-Unis |
| -------------------- | ---------- | ------ | ---------- |
| Blancs               | 1,9        | 66,7   | 72,4       |
| Autochtones d'Alaska | 94,6       | 14,8   | 0,9        |
| Métis                | 3,4        | 7,3    | 2,9        |
| Autres               | 0,1        | 1,2    | 23,8       |
| Total                | 100        | 100    | 100        |
|                      |            |        |            |
| Latino-Américains    | 0          | 5,5    | 16,7       |

En 2010, la population indigène est majoritairement composée de Yupiks, qui représentent 64 % de la population de Hooper Bay.
Selon l'American Community Survey, pour la période 2011-2015, 63,51 % de la population âgée de plus de 5 ans déclare parler le yupik à la maison, alors que 36,49 % déclare parler l'anglais.